# シャルナク (衛星)
シャルナク (Saturn XXIX Siarnaq)は、土星の第29衛星である。順行軌道で土星を公転する不規則衛星で、イヌイット群に属する。
2000年9月23日に、ブレット・J・グラドマンらの観測チームにより発見された。観測にはカナダ・フランス・ハワイ望遠鏡や新技術望遠鏡などが用いられた。発見は同年10月25日に国際天文学連合のサーキュラーで公表され、S/2000 S 3 という仮符号が与えられた。
その後2003年8月8日に、イヌイット神話の海の女神に因んで命名され、Saturn XXIX という確定番号が与えられた。シアルナク、シャルナック、シアルナックと表記されることもある。
シャルナクは推定直径が 40 km の天体であり、土星をおよそ896日かけて一周している。イヌイット群の中では最も大きい衛星である。土星探査機カッシーニの観測によって自転周期が測定されており、10時間9分であることが判明している。この自転周期は、土星を順行軌道で公転する不規則衛星の中では最も短い。
表面はわずかに赤い色をしており、赤外線のスペクトルは他のイヌイット群の衛星シャルナクとキビウクに非常に類似している。そのため、これらイヌイット群の衛星は共通の起源を持ち、大きな天体が破壊されることで形成された可能性がある。2005年にはシャルナクを含む土星の小さい衛星の観測が行われ、色指数は B-V=0.87、V-R=0.48、V-I=1.03 と測定されている。
シャルナクは土星と永年共鳴を起こしていることが分かっており、土星の近日点とシャルナクの近土点は秤動を起こしている。この共鳴では、土星の近点経度と、シャルナクの近点経度は固定された状態にある。この共鳴に関する研究は不規則衛星が土星に捕獲された過程を理解する上で重要であり、衛星の各群は単一の天体が破壊されて形成されたと考えた場合、それぞれの群での軌道要素に現在見られるばらつきを説明するためにも重要である。